# آلبرت سینگ
آلبرت سینگ (انگلیسی: Albert Sing; ۷ آوریل ۱۹۱۷ – ۳۱ اوت ۲۰۰۸) بازیکن فوتبال اهل آلمان بود.
وی همچنین برندهٔ جوایزی همچون برگ بوی نقره‌ای شده‌است.
از باشگاه‌هایی که در آن بازی کرده‌است می‌توان به باشگاه فوتبال اولم ۱۸۴۶، باشگاه فوتبال مانهایم، و باشگاه ورزشی یانگ بویز برن اشاره کرد.
وی همچنین در تیم ملی فوتبال آلمان بازی کرده‌است.